# Pseudosinella canariensis
Pseudosinella canariensis is een springstaartensoort uit de familie van de Entomobryidae. De wetenschappelijke naam van de soort is voor het eerst geldig gepubliceerd in 1974 door da Gama.